# Centro Universitário Plínio Leite
O Centro Universitário Plínio Leite (UNIPLI) - instituição de ensino superior na cidade de Niterói, estado do Rio de Janeiro. Foi fundada em 5 de janeiro de 1999 e sucedânea das Faculdades Integradas Plínio Leite. 
Criado a partir do Colégio Plínio Leite, tradicional estabelecimento de ensino básico, fundado pelo educador Plínio Leite, e cuja instalações vizinhas ficam na avenida Visconde do Rio Branco, no Centro de Niterói.

## História
A Faculdade Niteroiense de Professores (FANIP) foi criada na década de 1970, e logo depois, foi implantada Faculdade Niteroiense de Educação, Letras e Turismo (FANELT).
Em 2010, foi comprada por R$ 56,9 milhões pela Anhanguera Educacional.